# Municipio de Knoxville (Misuri)
El municipio de Knoxville (en inglés: Knoxville Township) es un municipio ubicado en el condado de Ray en el estado estadounidense de Misuri. En el año 2010 tenía una población de 974 habitantes y una densidad poblacional de 5,53 personas por km².

## Geografía
El municipio de Knoxville se encuentra ubicado en las coordenadas 39°27′17″N 94°0′53″O / 39.45472, -94.01472. Según la Oficina del Censo de los Estados Unidos, el municipio tiene una superficie total de 176.29 km², de la cual 176,13 km² corresponden a tierra firme y (0,09 %) 0,16 km² es agua.

## Demografía
Según el censo de 2010, había 974 personas residiendo en el municipio de Knoxville. La densidad de población era de 5,53 hab./km². De los 974 habitantes, el municipio de Knoxville estaba compuesto por el 97,43 % blancos, el 0,1 % eran afroamericanos, el 0,21 % eran amerindios, el 0,51 % eran asiáticos, el 0,1 % eran isleños del Pacífico y el 1,64 % eran de una mezcla de razas. Del total de la población el 0,82 % eran hispanos o latinos de cualquier raza.